# Ian MacDonald (attore)
Ian MacDonald, nato Ulva Pippy (Great Falls, 28 giugno 1914 – Bozeman, 11 aprile 1978), è stato un attore statunitense.

## Filmografia parziale

### Cinema
- Martin Eden (The Adventures of Martin Eden), regia di Sidney Salkow (1942)
- Colt .45, regia di Edwin L. Marin (1950)
- Pelle di bronzo (Comanche Territory), regia di George Sherman (1950)
- Il sergente Carver (The Texas Rangers), regia di Phil Karlson (1951)
- Mezzogiorno di fuoco (High Noon), regia di Fred Zinnemann (1952)
- Ballata selvaggia (Blowing Wild), regia di Hugo Fregonese (1953)
- Il figlio di Kociss (Taza, Son of Cochise), regia di Douglas Sirk (1954)
- Johnny Guitar, regia di Nicholas Ray (1954)
- Timberjack, regia di Joseph Kane (1955)
- Il figlio di Sinbad (Son of Sinbad), regia di Ted Tetzlaff (1955)
- The Lonesome Trail, regia di Richard Bartlett (1955)
- La signora dalle due pistole (Two-Gun Lady), regia di Richard Bartlett (1955)
- I gangster non perdonano (Accused of Murder), regia di Joseph Kane (1956)
- Ostaggi dei banditi (Stagecoach to Fury), regia di William F. Claxton (1956)
- Combattimento ai pozzi apache (Duel at Apache Wells), regia di Joseph Kane (1957)
- Testamento di sangue (Money, Women and Guns), regia di Richard Bartlett (1958)
- Ultima notte a Warlock (Warlock), regia di Edward Dmytryk (1959)

### Televisione
- TV Reader's Digest – serie TV, episodio 1x18 (1955)
- The 20th Century-Fox Hour – serie TV, episodio 2x09 (1957)